# Anna raciborska
Anna (ur. ok. 1296, zm. ok. 1340) – księżniczka raciborska, księżna opawska, żona Mikołaja II opawskiego.

## Życiorys
Była córką księcia raciborskiego Przemysława i Anny, córki Konrada II czerskiego. W 1318 poślubiła księcia opawskiego Mikołaja II. Dzięki temu małżeństwu po śmierci jej brata Leszka w 1336 dokonano złączenia księstwa raciborskiego i opawskiego. Po śmierci ok. 1340 została najprawdopodobniej pochowana w klasztorze dominikanek.